# Garbów (powiat Lubelski)
Garbów is een dorp in het Poolse woiwodschap Lublin, in het district Lubelski. De plaats maakt deel uit van de gemeente Garbów en telt 500 inwoners.